# Wartburg, Tennessee
Wartburg är administrativ huvudort i Morgan County i Tennessee. Vid 2020 års folkräkning hade Wartburg 848 invånare.